# Guandi-Tempel von Zhoukou
Der Guandi-Tempel von Zhoukou (chinesisch 周口关帝庙, Pinyin Zhōukǒu Guāndì miào, englisch Guandi Temple of Zhoukou) ist ein dem Guan Yu – der als Kriegsgott unter dem Namen Guandi verehrt wird – geweihter Tempel in Zhoukou in der chinesischen Provinz Henan. Er liegt am nördlichen Ufer des Flusses Ying He 颍河. Der 1693 in der Kangxi-Ära der Qing-Dynastie erbaute Tempel war ursprünglich die „Shanshan-Gildenhalle“ (山陕会馆, englisch Shanxi Shaanxi Guild Hall – „Shanxi-Shaanxi-Gildenhalle“).
Er steht seit 1996 auf der Liste der Denkmäler der Volksrepublik China (4-176).